# 邓一光
邓一光（1956年8月—），中华人民共和国蒙古族作家，重庆人，现居深圳。

## 早年
1956年8月，邓一光出生于重庆的一个军人家庭，祖籍湖北麻城，母亲是蒙古族。自幼随父母漂泊，幼时曾躲在被窝偷看书籍。1974年高中毕业，离开重庆到开县务农。此后还当过工人、新闻记者、文学刊物编辑。

## 写作生涯

### 早期
1980年代，邓一光开始写作生涯，1981年开始发表作品。1997年加入中国作家协会。著作多聚焦于军旅生涯、中国的共产主义革命和古代传统主义内容。由于著作风格独特，被称作“硬汉作家”。然而，1980年代末及之后直到2010年前他曾长期停止写作。

### 移居深圳
2010年时，54岁的邓一光因“空气清新，气候适宜，为我和家人提供了良好的生活环境和相对活力的生存空间”选择移居深圳。来到深圳后逐渐恢复写作，此后著作多侧重于深圳本地的文化。